# みおにっき
『みおにっき』は、荒井チェリーによる日本の4コマ漫画作品。『まんがホーム』（芳文社）にて、2004年3月号から2006年2月号まで連載。2016年5月に刊行された荒井の傑作集『Cherry etc.荒井チェリー傑作集』上巻に、本作が収録されている。

## ストーリー
しっかり者の小学生・前田実音の生活を描く『ほのぼの（!?）ファミリー4コマ』。同時期に連載されていた『ゆかにっし』と話がリンクしているほか、後の連載作『三者三葉』『ハッピーとれいるず!』とのつながりもある。本作は次女の実音の視点から描かれている。

## 登場人物
前田実音（まえだ みお）
本作の主人公。小学生だが、両親のいない家庭で家計をやりくりするしっかり者。家計簿をつけているため、算数が得意。好物は納豆、趣味は節約とドクログッズ集め。その他小学生らしからぬ言動が目立つ。
前田結花（まえだ ゆか）
実音の姉。亡き母のファンシーショップを受け継いで前田家の収入を支える大黒柱。年不相応な賢さと堅実さを見せる実音に困惑しているが、本人はかなりの天然ボケで家事も実音任せ。特に料理のまずさは実音いわく「寿命が50年縮む」ほど。
前田克樹（まえだ かつき）
実音の兄で、結花の弟。高校生。目つきが悪い上にケンカが強く、不良に挑まれては返り討ちにしてきたらしい。そのため、なんでも言うことを聞くパシリがいる。前田家の料理担当でかなりのこだわりを持っている。愛想がなく見た目は怖いが、面倒見はいい。
ファレノ
実音が拾ってきた捨て猫。名前の由来は結花の店の名前から。看板猫といわれており、それを自覚しているらしい。実音と同様に納豆が好き。
山本亜紀（やまもと あき）
実音の友達。センスのずれた前田家の日常に驚いたりツッコミをいれたりする。連載途中で北海道に転校。
大迫秀高（おおさこ ひでたか）
実音のクラスメイト。ひたすら無口で自分の考えを伝えることが苦手。毛虫などの虫を集めるのが趣味で算数が苦手。家が貧乏、怪談に詳しいなどつかみどころのない人物。
臼田桜（うすだ さくら）
実音のクラスメイト。かわいらしい容姿であることは自覚しており、自称未来のアイドルだが、周囲は引き気味。優にアプローチをかけている。『三者三葉』の小田切双葉のいとこにあたり、後に登場する。
竹園優（たけぞの ゆう）
実音のクラスメイト。金持ちの坊ちゃん。金をちらつかせる嫌味な子供の一面を持つが、周りが変人揃いのためか、毒味は薄い。桜と同様『三者三葉』に登場する。
松本有祐（まつもと ゆうすけ）
実音の担任の先生。小学生らしからぬ行動を見せる実音たちについていけず、戸惑いと疲れを感じる。前田家以外で唯一本作と『ゆかにっし』の両方に登場する人物であるが、こちらではやや冷めたところのある常識的な人物である。

## 書誌情報
- 荒井チェリー『みおにっき』芳文社〈まんがタイムKRコミックス〉2006年6月10日発行（5月26日発売[3]）、ISBN 4-8322-7577-1
- 荒井チェリー『Cherry etc. 荒井チェリー傑作集 上』芳文社〈まんがタイムKRコミックス〉、2016年5月27日発売[2][4]、ISBN 978-4-8322-4701-7
  - 本作のほか「ゆかにっし」、「キミとボクをつなぐもの」が収録[2]